# Loj
Loj je naziv za životinjsku mast koja se nakuplja u masnom tkivu govedā, ovaca, konjā i nekih drugih životinja, a otopljen se može upotrijebiti kao namirnica. Loj se upotrebljava kao jestiva mast, kao tehnička mast u tekstilnoj industriji, tiskarstvu i kožarstvu te pri proizvodnji sapunā i svijećā lojanica.
Lojem se naziva i gust, polutekući sekret žlijezda lojnica na čovječjoj koži.

## Goveđi loj
Goveđi loj bijeložute je boje i osobita okusa i mirisa. Konzistencija mu je pri sobnoj temperaturi meko elastična i ovisi ponajprije o količini stearinske, palmitinske i oleinske kiseline; točka topljenja nalazi se između 41,2 i 52,3 °C, a sadrži vrlo malo vode (do 0,3 %). Prema kvaliteti razvrstava se u 4 klase: fini, jestivi i tiješteni loj te oleomargarin.

## Ovčji loj
Ovčji je loj, zbog većeg udjela stearinske i palmitinske kiseline, tvrđe konzistencije i nešto svjetliji.

## Konjski loj
Konjski loj sadrži mnogo oleinske kiseline pa je izrazito mekan i topi se na 35 °C.